# Serra dels Corrals
La Serra dels Corrals és una serra situada al municipi de Prat de Comte a la comarca de la Terra Alta, amb una elevació màxima de 741 metres.